# ژانگ گویشنگ
ژانگ گویشنگ (انگلیسی: Zhao Guisheng؛ زادهٔ ۱ ژانویهٔ ۱۹۶۱) تیرانداز اهل چین بود. وی در بازی‌های المپیک تابستانی ۱۹۹۶ حضور داشته‌است.